# 브르타뉴 왕국
브르타뉴 왕국(브르타뉴어: Rouantelezh Breizh)은 바이킹 시대에 존재했던 브르타뉴인들의 국가다. 851년 헤리스포우이스가 개창했다.
브르타뉴 왕국은 건국된 지 얼마 되지 않아 노르드인 바이킹의 침략과 군주들의 암살, 계승권 다툼으로 얼룩졌다. 창업자인 헤리스포우이스는 사촌 살로몬 3세에게 암살되었고, 살로몬 3세가 부르판두스와 파스쿠에텐에게 살해된 뒤 부르판두스와 파스쿠에텐이 왕위를 다투었다. 파스쿠에텐의 동생 알란 1세는 "대왕"으로 불리며 바이킹을 물리치고 영토를 확장해 앙주 백국 등 프랑크인의 백국들까지 지배했고, 서로마 황제 카롤루스 3세에게 "브르타뉴 국왕"으로 인정받기에 이르렀다. 하지만 907년 알란 1세가 죽자 왕국이 다시 내분에 빠져 919년 나라 전체가 노르드인들에게 점령되었다.
939년, 알란 1세의 손자 알란 2세가 프랑크인들과 연합하여 노르드인들을 쫓아냈으나, 알란 2세는 국왕을 칭하지 않고 브르타뉴 공작으로서 서프랑크인의 왕 루도비쿠스 4세의 봉신이 되었다.